# Nichtstrukturprotein 2 (Influenzavirus A)
Das Nichtstrukturprotein 2 (NS2, synonym nuclear export protein, NEP) der Influenzaviren ist ein Protein, das während einer Infektion im Zuge einer Immunevasion die Immunantwort mindert und die Produktion an Tochtervirionen steigert.

## Eigenschaften
Das Nichtstrukturprotein 2 kommt, wie das Nichtstrukturprotein 1, meistens nicht im Virion vor, woher die Bezeichnung stammt. NS2 kommt in geringen Mengen gelegentlich auch im Virion vor, liegt aber überwiegend im Zytosol und im Zellkern vor. NS2 besitzt ein Kernexportsignal, bindet an das Matrixprotein 1 und vermittelt über CRM1 den Export neugebildeter viraler Ribonukleoproteine aus dem Zellkern ins Zytosol. Das Gen des NS2 liegt auf dem gleichen genomischen Segment wie das Gen des NS1. NS2 reguliert daneben die Replikation und Transkription der RNA von Influenzaviren.